# Plante robot

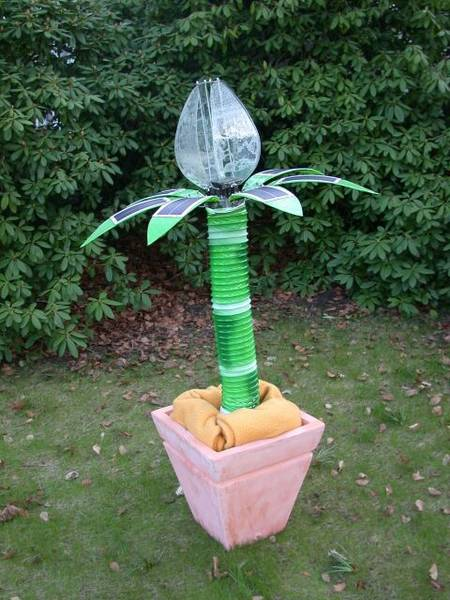
I2CBaMBUS, une plante robot conçue par le Berufsbildende Schule 1 Kaiserslautern.

Une plante robot est un robot biomorphique ayant l'apparence d'une fleur, avec des composants telles que la tige et les feuilles. Tout d'abord développé par le Berufsbildende Schule 1 Kaiserslautern (lycée professionnel 1 de Kaiserslautern) en 2006 et plus tard par l'Université Carnegie-Mellon en 2007, les plantes robots sont considérées comme des appareils ménagers intelligents avec des capacités telles que la détection de mouvements. Elles comprennent toutes un humidificateur.
Semblable à une fleur, la plante robot contient des capteurs dans sa structure. La plante robot est principalement utilisée comme un dispositif de détection de fond, car elle contient des capteurs de température, de pression et de luminosité.